# François Henri Saint-Romme
François Henri Saint-Romme est un homme politique français né le 11 septembre 1796 à Roybon (Isère) et décédé le 9 février 1862 à Roybon.
Avocat au barreau de Grenoble, il est un militant libéral et devient procureur général en février 1848. Conseiller général, il est député de l'Isère de 1848 à 1851, siégeant à gauche, avec les républicains de la tendance du national. 

## Sources
- « François Henri Saint-Romme », dans Adolphe Robert et Gaston Cougny, Dictionnaire des parlementaires français, Edgar Bourloton, 1889-1891 [détail de l’édition]